# Balatonboglár
Balatonboglár là một thành phố thuộc hạt Somogy, Hungary. Thành phố này có diện tích 32,04 km², dân số năm 2010 là 5920 người, mật độ 185 người/km².